# ویتولد دنبیتسکی
ویتولد دنبیتسکی (لهستانی: Witold Dębicki؛ زادهٔ ۳ مه ۱۹۵۷) بازیگر اهل لهستان است.
از فیلم‌ها یا مجموعه‌های تلویزیونی که وی در آن‌ها نقش داشته‌است، می‌توان به خبرچینان – پدران و دختران، خون بی‌گناه، عروس جنگ، خیوکا، ازدواج مصلحتی، هفت آرزو، ۲ ایکس‌ال، سال‌های شیرین، لغزش، صفر-هفت، به‌گوشم، قانون حقیقی، کلبه جنگلی، صد سال خاندان وینیخ، صحنه جرم، طایفه، در خوشی و سختی، عشق اول، هتل ۵۲، جستجوی سراسری، دوچرخه پدرم، دوستان، قرارداد و پدر متیو اشاره نمود.